# Nacional Futebol Clube (Uberaba)
O Nacional Futebol Clube é um clube brasileiro de futebol, da cidade de Uberaba, no estado de Minas Gerais. 
Fundado em 1 de Agosto de 1944, mais especificamente no Bairro de São Benedito, onde está situada a sede do clube, o principal complexo esportivo entre os clubes profissionais da cidade é composto pelo Estádio Juscelino Kubitschek (JK), o clube social contendo cinco piscinas, o ginásio de Futsal Dr. João Hércules Filho, a sede administrativa e a casa de concentração. Por muitos anos, foi carinhosamente chamado de "O Mais Querido do Bairro São Benedito".
O clube adotou o elefante como mascote, devido ao fato de ter adquirido seu primeiro ônibus de viagem, que tinha a forma de um elefante. Os jogadores, na época, apelidaram o transporte alvinegro de "Elefante", que se tornou o mascote oficial do clube. Carinhosamente chamado de "Naça" por sua fiel torcida, sempre montou equipes com raça, determinação e amor ao manto alvinegro, sendo apelidado com carinho de "Naça É Raça".
Uma característica marcante que faz parte da história e da essência do clube é a prática constante de oferecer oportunidades a jovens da categoria de base e atletas originários da cidade de Uberaba e das cidades vizinhas. Tal abordagem resultou na revelação dos únicos dois jogadores da cidade de Uberaba que conquistaram títulos brasileiros: o volante Paulo Rodrigues, campeão pelo Esporte Clube Bahia em 1988, e o zagueiro Normandes, que sagrou-se campeão pelo Clube Atlético Mineiro em 1971.
O Nacional Futebol Clube também se orgulha de ter formado diversos outros atletas que brilharam em grandes clubes do futebol brasileiro. Entre eles, destacam-se nomes como Rodrigo Mendes (ex-Flamengo, Grêmio, e torneios internacionais), Marcelo Uberaba (ex-Botafogo/RJ), Marquinhos (ex-Palmeiras), Zanata (ex-Vasco), Tinoco, Nicotina, Luiz Cecílio, Pirangi, Vandão, Delcio, Botinha, Lúcio Vaz, Shell, Tepa, Gasolina, Baco, Dudu, Alamir, Eneas, Gastão, e muitos outros que deixaram uma marca indelével nos momentos áureos do Nacional Futebol Clube.
Outro jogador que merece destaque e homenagem é o zagueiro Serginho, que atuou pelo São Caetano e foi vice-campeão brasileiro, e da Copa Libertadores. Serginho também foi vice-campeão mineiro módulo B pelo Naça, contribuindo para o retorno do alvinegro à série A. Sua atuação memorável inclui um lance de salvar um gol em cima da linha em um jogo do Hexagonal final contra o U.R.T no Uberabão, partida que o Naça venceu por 2 a 1
Ao longo de sua história, o clube acumulou 5 acessos significativos em sua trajetória e alcançou uma notável 4ª Colocação no Campeonato Mineiro da primeira divisão Módulo A, representando um dos principais feitos no módulo de elite do torneio. Além disso, o clube conquistou o título de campeão do interior, um feito que encheu de orgulho sua apaixonada torcida nacionalista.

## História
Em 1953, o Nacional Esporte Clube foi Vice Campeão do torneio regional do Triângulo Mineiro, perdendo o título por diferença de 1 ponto para o Araguari, antigos nacionalistas relatam que os inúmeros erros de arbitragem contra o alvinegro foram os motivos que não resultaram no título alvinegro. Essa é considerada uma das melhores equipes do elefante, sendo o “Time padrão” formado por: Vilmondes, Augustinho, Aflaton, Geraldo e Jezebel; Bell, Rubinho e Domingão; Nicotina, Pé de Ferro e Pirilo.
Em 1972, ano de inauguração do estádio Engenheiro João Guido, o Uberabão, palco principal do futebol da cidade que é comandado pela Prefeitura Municipal, em função de ações nos bastidores feita pelo Uberaba Sport devido ao Naça ter lugar assegurado para participar do módulo A daquele ano, os clubes Nacional e Uberaba tiveram que jogar uma melhor de 3 para que o vencedor pudesse disputar a primeira divisão e representar a cidade de Uberaba, no primeiro jogo melhor para o Naça 2 a 0 com dois gols do atacante Gastão, o jogo aconteceu no estádio JK que estava completamente lotado e a torcida do Elefante do Bairro São Benedito foi ao delírio fazendo uma festa enorme, um barrulho incrível e mostrando sempre seu amor pelo clube.. O segundo jogo no extinto estádio Boulanger Pucci, mais uma vez a torcida alvinegra compareceu, fez uma festa linda, dividiu o estádio com arquiinimigo, mas o Naça acabou derrotado por 3 a 1. O último jogo também no estádio do zebu, novamente com um Show da torcida Nacionalista o Nacional empatou em 1 a 1 e venceu nos pênaltis, na época batiam cada time sequencialmente 3 penais, Tinoco anotou 3 gols para o Naça enquanto na primeira batido do rival, o goleiro Luisão defendeu dando a vitória ao Naça e levando a apaixonada, fanática e fiel torcida do Naça ao delírio, neste que foi um dos jogo mais importante da história deste do clássico Ubernal.
No ano de 2013, nosso Naça conseguiu mais um Título para sua, sagrou-se campeão Mineiro da Segunda Divisão, conseguindo montar uma equipe muito qualificada tecnicamente e com jogadores que entenderam o significado de Naça é Raça, e defenderam o manto alvinegro com muita raça e amor, acreditando até o último minuto, desta forma na primeira fase o clube precisa vencer o último jogo no Uberabão para se classificar e após abri 1 a 0 com gol de Jonathan Reis cedeu o empate na segunda etapa torna-se a partida um verdadeiro drama, e o gol da classificação veio de forma heroica com Michel Cury no último minuto do jogo para enlouquecer a fanática torcida do Naça. Na segunda fase após começar perdendo em casa de virada para o Funorte de Montes Claros por 3 a 1 e a boa parte da imprensa atribuir ao Naça chances de 1% para classificação o time lutou e chegou a última partida precisando de uma vitória para o acesso. O jogo era fora de casa, contra o mesmo Funorte da primeira rodada, jogo na arena jacaré, ingresso cobrado do torcedor do Nacional a R$ 60,00, mesmo assim o torcedor compareceu, apoiou o clube e novamente no último minuto, o artilheiro Dalmo, deixou seu nome da história do Nacional e fez o Gol que deu a classificação e o Título do Nacional naquela segunda divisão de 2013.
A torcida do Nacional que nunca abandona seu time é conhecida pelo seu fanatismo e por fazer muito barulho, durante os jogos do time tem por hábito ocupar o lado oposto das cabines de rádio e televisão do estádio Uberabão, lado este que não tem sombra durante os jogos vespertinos, esse fato Foi um escolha da própria torcida do Nacional que em 1972, ano de inauguração do estádio, era o clube da cidade representante na primeira divisão do futebol de Minas Gerais e o clima na época estava frio, desta maneira a torcida alvinegra ficava naquele lado para se aquecer, desta maneira tornou-se tradição dos nacionalistas. Em virtude do forte sol, os nacionalistas começaram a ser chamados de os “mão preta”, pois utilizam a mão sobre os olhos para “Proteger” e melhorar a visão para assistir os jogos da sua equipe, desta maneira e de forma criativa foi  criada um torcida organizada, a Mão Preta, que foi uma das primeiras torcidas do interior a colocar um bandeirão no estádio. A torcida do Naça é uma das mais vibrantes e fanáticas torcidas do interior do Brasil, sempre foi uma torcida barulhenta, mesmo quando apresentava com menor número de torcedores que seu rival, essa paixão motivava os torcedores a fazerem uma queima de fogo incrível antes das partidas do clube no Uberabão, sendo denominada essa torcida como a “Fogo Naça”. Outra grande torcida do Alvinegro é a torcida “Fúria Alvinegra” essa torcida caracteriza por ir com faixas a jogos do seu arqui rival, causando grande irritação.
Em 2012, depois de alguns anos fora do futebol profissional o "naça" volta a disputar o Campeonato Mineiro de Futebol da Segunda Divisão. Apostou em um elenco muito jovem,  e acabou sendo eliminado nas quartas de finais e vendo o sonho do "módulo II" de 2013 acabar.
Em 2013, depois de 31 anos, acaba o jejum de títulos oficiais e o Nacional sagra-se Campeão Mineiro da Segunda Divisão e sobe para o Módulo II de 2014. Em 2014 o Nacional foi rebaixado no Módulo II após ficar na última colocação do grupo B.
Em 2022 após sete anos de ausência, o Nacional voltou as competições para a disputa da Segunda Divisão onde chegou ate a segunda fase sendo eliminado pelo Villa Real.

### Curiosidades
Você já ouviu falar que time tenha jogado uma partida oficial com três goleiros em campo? Então, o nosso glorioso Naça já jogou e mais importante, não perdeu! O jogo foi válido pela primeira rodada do campeonato Mineiro de 1990, o Nacional faria sua estréia em Juiz de Fora contra o Tupi. Nesta época a transmissão de informações era mais lenta e os clubes as vezes não conseguiam regularizar, com antecedência, vários jogadores que tinham sido contratados em diversos estados. O Clube viajou para Juiz de Fora lavando mais de 20 jogadores na delegação, todos na expectativa de que eles pudessem ser inscritos em cima da hora. Não deu! Na hora de começar a partida, o técnico Paulo Leão só tinha 10 jogadores em condições de jogo, sendo dois goleiros. Por sorte descobriu-se que o chefe da delegação e secretário do clube, Ademir de Freitas Nogueira, que era goleiro e havia parado de jogar recentemente ainda estava com sua documentação regularizada na FMF. O Treinador alvinegro não teve dúvidas, escalou Ninha com a camisa 1, Gúbio com a 9 e Ademir com a 11 e foi para o jogo. O Nacional não só suportou o zero a zero como poderia ter vencido, pois perdeu várias chances de gols.
O Naça possuí 3 títulos do campeonato Mineiro da primeira divisão módulo B, se tornando o maior vencedor da história, além de outros dois acessos como vice campeão, sendo o clube que mais conseguiu acessos.
Em 1981 o Nacional tinha um time “acadêmico”: O goleiro Piranji, formado em odontologia, o lateral direito Edson Shell, formado em economia e o médio-volante Massilon, no último ano de engenharia, confirmavam a tradição da cidade em formar times recheados de universitários.
No primeiro turno do campeonato mineiro de 1987, o Uberaba Sport Club liderava, ao lado do Cruzeiro, com três vitórias seguidas no início do campeonato. O Nacional, por sua vez, havia conquistado apenas um ponto. Mas provando que “clássico é clássico”, o Nacional fez 3 a 0, ainda no primeiro tempo e poderia ter aplicado uma goleada histórica. O jogo terminou ao som de olé, gritado orgulhosamente pela fanática torcida do Nacional.
O Nacional foi representante da cidade de Uberaba na elite estadual na inauguração do estádio Uberabão.
O Nacional disputou um triangular contra seu arqui rival, disputando a estada na série A do mineiro, depois de uma vitória para cada lado, 2 a 0 Naça e 3 a 1 Usc, em campo inimigo, a partida final terminou empata o NAÇA derrotou o seu arqui rival por 3 a 0 nos pênaltis.
No campeonato mineiro de 1977, o clube sofreu o milésimo gol do Cruzeiro em campeonatos mineiros, marcado pelo ponteiro esquerdo Joãozinho.
O Nacional é o clube que revelou e mostrou para o futebol os Campeões Brasileiro de 1988, pelo Bahia, Paulo Rodrigues e 1971, pelo Atlético/MG, Normandes.
Em 1998 e 2003 o Naça foi o único representante do triângulo Mineiro na Primeira Divisão Mineira.

## Títulos
| ESTADUAIS | ESTADUAIS                            | ESTADUAIS | ESTADUAIS         |
|           | Competição                           | Títulos   | Temporadas        |
| --------- | ------------------------------------ | --------- | ----------------- |
|           | Campeonato Mineiro - Módulo II       | 3         | 1963, 1978 e 1982 |
|           | Campeonato Mineiro - Segunda Divisão | 1         | 2013              |
|           | Torneio Incentivo Mineiro            | 1         | 1978              |

### Outros
- Vice-Campeonato Mineiro Módulo II: 1997 e 2001.
- Vice do Torneio Incentivo Mineiro: 1980

## Estatísticas

### Participações
|  | Participações em 2024 |

| Competição   | Competição         | Temporadas | Melhor campanha             | Anos                                                                               | P | R |
| Minas Gerais | Campeonato Mineiro | 26         | 4º colocado (1966)          | 1964-1967, 1970, 1972-1976, 1979-1980, 1983-1993, 1998, 2002-2003                  |   | 6 |
| Minas Gerais | Módulo II          | 19         | Campeão (1963, 1978 e 1982) | 1961-1963, 1968-1969, 1977-1978, 1981-1982, 1994-1997, 1999-2001, 2004, 2006, 2014 | 6 | 3 |
| Minas Gerais | Segunda Divisão    | 8          | Campeão (2013)              | 2005, 2007-2008, 2013, 2015, 2022-2024                                             | 2 |   |